# Roterbärita
La roterbärita és un mineral de la classe dels sulfurs que pertany al grup de la lapieïta. Rep el nom de la mina Roter Bär, a Alemanya, la seva localitat tipus.

## Característiques
La roterbärita és un selenur de fórmula química PdBiCuSe₃. Va ser aprovada com a espècie vàlida per l'Associació Mineralògica Internacional l'any 2019, sent publicada per primera vegada el 2020. Cristal·litza en el sistema ortoròmbic. Químicament és l'anàleg de seleni de la malyshevita.
L'exemplar que va servir per a determinar l'espècie, el que es coneix com a material tipus, es troba conservat a les col·leccions mineralògiques de la Universitat Tecnològica de Clausthal, a Alemanya.

## Formació i jaciments
Va ser descoberta a la mina Roter Bär, situada a St Andreasberg, dins el districte de Goslar (Baixa Saxònia, Alemanya), on es troba en forma de grans euèdrics a subèdrics, de fins a 50 μm de diàmetre, en clausthalita. Aquesta mina alemanya és l'únic indret de tot el planeta on ha estat descrita aquesta espècie mineral.